# Julie Rydahl Bukh
Julie Rydahl Bukh (født 9. januar 1982) er en dansk tidligere fodboldspiller. Hun blev beskrevet af UEFA.com som en teknisk begavet og kreativ venstrebens angribende midtbanespiller. Hun spillede 91 kampe for Danmarks A-landshold og scorede 10 mål, hun spillede 11 kampe for Danmarks U19 kvindelandshold og 11 for U17 landsholdet. På klubniveau spillede hun for flere danske klubber, Viborg FF, Vejle BK, Brøndby IF og Fortuna Hjørring på seniorniveau. Derudover spillede hun for udenlandske klubber, med svenske Linköpings FC, australske Sydney FC og den amerikanske klub Pali Blues.
Julie Rydahl fungerede under EM 2017 som ekspertkommentator for DR.
Privat danner hun par med sin tidligere klub- og landsholdskammerat Cathrine Paaske Sørensen. De har sammen tre børn.

## Hæder
Med Brøndby IF:
- Elitedivisionen: 2003, 2004, 2005, 2006, 2007, 2008, 2011, 2012, 2013
- DBUs Landspokalturnering for kvinder: 2004, 2005, 2007, 2011, 2012, 2013

Med Linköpings FC:
- Damallsvenskan: 2009
- Svenska Cupen: 2009

Med Sydney FC:
- W-League Premiership: 2009
- W-League Championship: 2009

Med Fortuna Hjørring:
- Elitedivisionen: 2010